# Lijst van nummer 1-hits in de Graadmeter in 2014
Deze lijst bevat de nummer 1-hits in de Graadmeter van Pinguin Radio in 2014. De posities in de Graadmeter zijn negatief; het gaat hier dus eigenlijk om de nummer -1-hits.

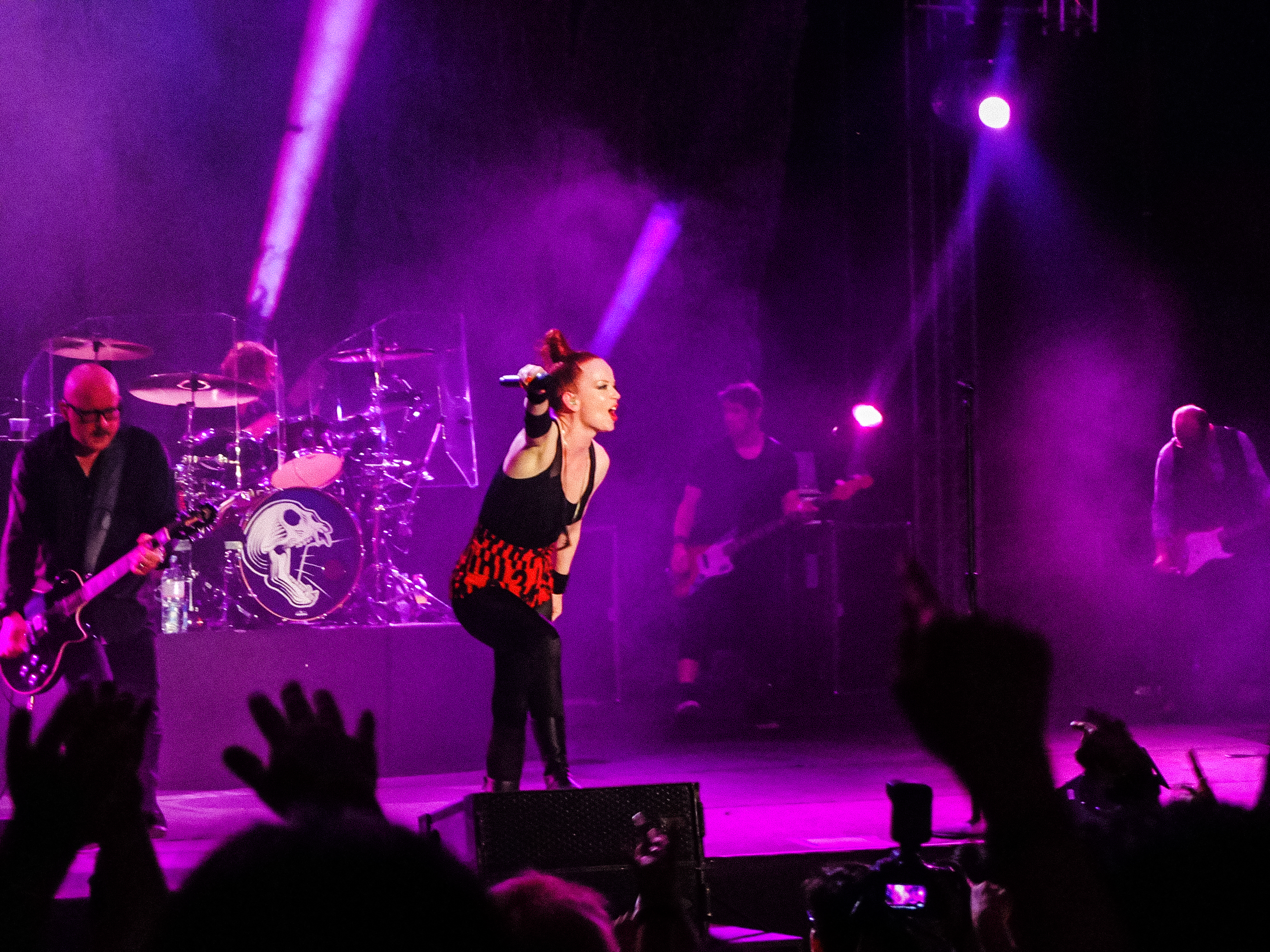
De Amerikaans-Schotse band Garbage bracht voor Record Store Day op 19 april 2014 twee nieuwe nummers uit. Een daarvan, Girls talk, was oorspronkelijk opgenomen voor het verzamelalbum Absolute Garbage. Het lied werd opnieuw opgenomen als duet met Brody Dalle. Girls talk kwam op 22 juni 2014 op -1 terecht in de Graadmeter, voor een periode van twee weken.

| Datum        | Artiest               | Titel                    |
| ------------ | --------------------- | ------------------------ |
| 5 januari    | Band of Skulls        | Asleep at the wheel      |
| 12 januari   | Portugal. The Man     | Modern Jesus             |
| 19 januari   | Red Fang              | Blood like cream         |
| 26 januari   | Hozier                | Take me to church        |
| 2 februari   | Hozier                | Take me to church        |
| 9 februari   | Broken Bells          | Holding on for life      |
| 16 februari  | Placebo               | Loud like love           |
| 23 februari  | Silversun Pickups     | Cannibal                 |
| 2 maart      | Silversun Pickups     | Cannibal                 |
| 9 maart      | Elbow                 | New York morning         |
| 16 maart     | Max Frost             | White lies               |
| 23 maart     | The Bohicas           | XXX/Swarm                |
| 30 maart     | Foster the People     | Coming of age            |
| 6 april      | Future Islands        | Seasons (Waiting on you) |
| 13 april     | Future Islands        | Seasons (Waiting on you) |
| 20 april     | Temples               | Mesmerise                |
| 27 april     | Temples               | Mesmerise                |
| 4 mei        | Birth of Joy          | Three day road           |
| 11 mei       | Birth of Joy          | Three day road           |
| 18 mei       | Manchester Orchestra  | Cope                     |
| 25 mei       | The Horrors           | So now you know          |
| 1 juni       | Triggerfinger         | Perfect match            |
| 8 juni       | Triggerfinger         | Perfect match            |
| 15 juni      | The Afghan Whigs      | Algiers                  |
| 22 juni      | Garbage & Brody Dalle | Girls talk               |
| 29 juni      | Garbage & Brody Dalle | Girls talk               |
| 6 juli       | Wolf Alice            | Moaning Lisa smile       |
| 13 juli      | The War on Drugs      | Under the pressure       |
| 20 juli      | The War on Drugs      | Under the pressure       |
| 27 juli      | Magnus                | Singing man              |
| 3 augustus   | Magnus                | Singing man              |
| 10 augustus  | Magnus                | Singing man              |
| 17 augustus  | Magnus                | Singing man              |
| 24 augustus  | Royal Blood           | Figure it out            |
| 31 augustus  | Royal Blood           | Figure it out            |
| 7 september  | Interpol              | All the rage back home   |
| 14 september | Perfume Genius        | Queen                    |
| 21 september | Mark Lanegan Band     | Sad lover                |
| 28 september | The Black Keys        | Weight of love           |
| 5 oktober    | The Black Keys        | Weight of love           |
| 12 oktober   | The Black Keys        | Weight of love           |
| 19 oktober   | The Black Keys        | Weight of love           |
| 26 oktober   | The Black Keys        | Weight of love           |
| 2 november   | Kiev                  | Be gone dull cage        |
| 9 november   | Bear in Heaven        | Time between             |
| 16 november  | Kiev                  | Be gone dull cage        |
| 23 november  | Kiev                  | Be gone dull cage        |
| 30 november  | Meg Myers             | Go                       |
| 7 december   | Meg Myers             | Go                       |
| 14 december  | Kasabian              | Stevie                   |
| 21 december  | Kasabian              | Stevie                   |
| 28 december  | Kasabian              | Stevie                   |